# Tobias Weihe
Tobias Weihe (* 30. September 1990 in Potsdam) ist ein ehemaliger deutscher Jugenddarsteller.

## Leben
Weihe besuchte die Sport-Internatsschule in Potsdam mit Leichtathletik als Leistungsfach. Animiert durch ein Zeitungsinserat nahm er am Casting für die Kinder- und Jugendserie Schloss Einstein teil und wurde trotz mangelnder Bühnenerfahrung von der Jury für die Hauptrolle des Moritz Stein ausgesucht. Diese Rolle spielte er von Ende November 2004 bis Anfang Dezember 2007 (Folge 337 bis 478) und war damit bis kurz vor Ende des Drehortwechsels nach Erfurt im Cast der Serie.